# Spengler Cup 2015
Der Spengler Cup 2015 (französisch Coupe Spengler 2015) war die 89. Auflage des gleichnamigen Wettbewerbs und fand vom 26. bis 31. Dezember 2015 im Schweizer Luftkurort Davos statt. Als Spielstätte fungierte die dortige Vaillant Arena. Insgesamt besuchten 69'300 Zuschauer die elf Turnierspiele, die damit allesamt ausverkauft waren.
Es siegte das Team Canada, das durch einen 4:3-Sieg im Finalspiel über den HC Lugano das Turnier gewann. Für das Team Canada war es der insgesamt 13. Titelgewinn am Spengler Cup seit 1984 und der erste seit 2012.
Der Schwede Linus Klasen in Diensten des Finalisten HC Lugano war mit sieben Scorerpunkten, darunter vier Tore, erfolgreichster Akteur des Turniers.

## Modus
Die sechs teilnehmenden Teams spielten zunächst in zwei Vorrundengruppen – benannt nach den Davoser Eishockeylegenden Richard Torriani sowie den Cattini-Brüdern Ferdinand und Hans – à drei Teams in einer Einfachrunde im Modus «jeder gegen jeden», so dass jede Mannschaft zunächst zwei Spiele bestritt, die Platzierungen nach Punkten aus. Die beiden Gruppensieger qualifizierten sich direkt für den Halbfinal, während die Zweit- und Drittplatzierten in einem K.-o.-Duell über Kreuz die beiden weiteren Halbfinalteilnehmer ausspielten. Die beiden Halbfinalsieger ermittelten am Schlusstag schliesslich den Turniersieger.

## Turnierverlauf

### Vorrunde
Gruppe Torriani
| 26. Dezember 2015 15:00 Uhr | HC Lugano F. Pettersson (32:04) D. Brunner (35:05) F. Pettersson (38:35) L. Klasen (44:59) L. Klasen (45:42) A. Bertaggia (59:08) | 6:3 (0:2, 3:1, 3:0) Spielbericht | Adler Mannheim B. Raedeke (4:28) R. MacMurchy (13:51) R. MacMurchy (27:09) | Vaillant Arena, Davos Zuschauer: 6'300 |

| 27. Dezember 2015 15:00 Uhr | Jokerit Helsinki P. Regin (11:46) J. Sallinen (12:13) N. Hagman (24:52) | 3:5 (2:2, 1:2, 0:1) Spielbericht | Adler Mannheim G. Metropolit (14:10) M. Carle (18:07) R. MacMurchy (22:06) R. MacMurchy (39:46) K. Hospelt (59:24) | Vaillant Arena, Davos Zuschauer: 6'300 |

| 28. Dezember 2015 15:00 Uhr | HC Lugano R. Glenn (21:00) L. Kienzle (22:09) D. Brunner (36:50) L. Klasen (37:29) | 4:6 (0:1, 4:2, 0:3) Spielbericht | Jokerit Helsinki B. Kozun (17:15) T. Kennedy (23:59) R. Talaja (31:42) P. Larsen (40:27) A. Kulda (45:20) V. Lajunen (53:20) | Vaillant Arena, Davos Zuschauer: 6'300 |

| Pl. |                  | Sp | S | OTS | OTN | N | Tore | Punkte |
| --- | ---------------- | -- | - | --- | --- | - | ---- | ------ |
| 1.  | HC Lugano        | 2  | 1 | 0   | 0   | 1 | 10:9 | 3      |
| 2.  | Jokerit Helsinki | 2  | 1 | 0   | 0   | 1 | 09:9 | 3      |
| 3.  | Adler Mannheim   | 2  | 1 | 0   | 0   | 1 | 08:9 | 3      |

Gruppe Cattini
| 26. Dezember 2015 20:15 Uhr | Awtomobilist Jekaterinburg A. Tortschenjuk (28:57) | 1:2 (0:1, 1:1, 0:0) Spielbericht | Team Canada T. Carrick (19:59) C. Conacher (33:13) | Vaillant Arena, Davos Zuschauer: 6'300 |

| 27. Dezember 2015 20:15 Uhr | HC Davos D. Setoguchi (30:33) | 1:5 (0:1, 1:3, 0:1) Spielbericht | Awtomobilist Jekaterinburg A. Michnow (19:13) A. Golyschew (29:02) S. Jemelin (33:46) A. Alexejew (38:16) A. Michnow (51:31) | Vaillant Arena, Davos Zuschauer: 6'300 |

| 28. Dezember 2015 20:15 Uhr | Team Canada A. Giroux (25:35) C. DiDomenico (31:27) | 2:0 (0:0, 2:0, 0:0) Spielbericht | HC Davos | Vaillant Arena, Davos Zuschauer: 6'300 |

| Pl. |                            | Sp | S | OTS | OTN | N | Tore | Punkte |
| --- | -------------------------- | -- | - | --- | --- | - | ---- | ------ |
| 1.  | Team Canada                | 2  | 2 | 0   | 0   | 0 | 4:1  | 6      |
| 2.  | Awtomobilist Jekaterinburg | 2  | 1 | 0   | 0   | 1 | 6:3  | 3      |
| 3.  | HC Davos                   | 2  | 0 | 0   | 0   | 2 | 1:7  | 0      |

### Finalrunde
|  | Halbfinalqualifikation | Halbfinalqualifikation     | Halbfinalqualifikation |  |  | Halbfinal | Halbfinal                  | Halbfinal |  |    | Final       | Final     | Final |
|  |                        |                            |                        |  |  |           |                            |           |  |    |             |           |       |
|  |                        |                            |                        |  |  | C1        | Team Canada                | 6         |  |    |             |           |       |
|  | T2                     | Jokerit Helsinki           | 4                      |  |  | C3        | HC Davos                   | 5         |  |    |             |           |       |
|  | C3                     | HC Davos                   | 5                      |  |  |           |                            |           |  | C1 | Team Canada | 4         |       |
|  |                        |                            |                        |  |  |           |                            |           |  |    | T1          | HC Lugano | 3     |
|  |                        |                            |                        |  |  | T1        | HC Lugano                  | 3         |  |    |             |           |       |
|  | C2                     | Awtomobilist Jekaterinburg | 3                      |  |  | C2        | Awtomobilist Jekaterinburg | 0         |  |    |             |           |       |
|  | T3                     | Adler Mannheim             | 1                      |  |  |           |                            |           |  |    |             |           |       |

Halbfinalqualifikation
| 29. Dezember 2015 15:00 Uhr | Jokerit Helsinki D. Todd (12:13) J. Aaltonen (31:33) R. Talaja (36:17) P. Regin (38:50) | 4:5 n. V. (1:1, 3:1, 0:2, 0:1) Spielbericht | HC Davos J. Portmann (2:20) V. Koistinen (30:23) M. Jörg (50:46) S. Walser (55:54) G. Sciaroni (63:40) | Vaillant Arena, Davos Zuschauer: 6'300 |

| 29. Dezember 2015 20:15 Uhr | Awtomobilist Jekaterinburg T. Koivistö (7:25) A. Tortschenjuk (10:43) S. Jemelin (16:44) | 3:1 (3:0, 0:0, 0:1) Spielbericht | Adler Mannheim B. Raedeke (50:32) | Vaillant Arena, Davos Zuschauer: 6'300 |

Halbfinal
| 30. Dezember 2015 15:00 Uhr | Team Canada T. Pyatt (9:25) J. Sheppard (27:05) M. Ellison (29:33) M. Ellison (38:37) A. Giroux (55:26) C. Conacher (56:31) | 6:5 (1:3, 3:1, 2:1) Spielbericht | HC Davos G. Sciaroni (6:16) S. Ryser (6:39) A. Picard (18:52) F. Du Bois (26:43) P. Lindgren (47:33) | Vaillant Arena, Davos Zuschauer: 6'300 |

| 30. Dezember 2015 20:15 Uhr | HC Lugano T. Stapleton (15:11) L. Klasen (24:12) D. Brunner (56:12) | 3:0 (1:0, 1:0, 1:0) Spielbericht | Awtomobilist Jekaterinburg | Vaillant Arena, Davos Zuschauer: 6'300 |

Final
| 31. Dezember 2015 12:00 Uhr | Team Canada K. Ellerby (15:59) D. Roy (23:27) T. Pyatt (25:00) M. D’Agostini (48:13) | 4:3 (1:1, 2:1, 1:1) Spielbericht | HC Lugano G. Hofmann (8:49) A. Chiesa (32:50) G. Hofmann (45:08) | Vaillant Arena, Davos Zuschauer: 6'300 |

## Siegermannschaft
| Spengler-Cup-Sieger Team Canada | Torhüter: Matt Climie, Jeff Glass, Drew MacIntyre Verteidiger: Keith Aulie, Marc-André Bergeron, Trevor Carrick, Mark Cundari, Keaton Ellerby, Aaron Johnson, Alexandre Picard, Daniel Vukovic Stürmer: Kevin Clark, Cory Conacher, Matt D’Agostini, Chris DiDomenico, Matt Ellison, Cory Emmerton, Alexandre Giroux, Matthew Lombardi, Manny Malhotra, Daniel Paille, Tom Pyatt, Derek Roy, James Sheppard Cheftrainer: Guy Boucher |

## All-Star-Team
| Angriff:      | Linus Klasen – Ryan MacMurchy – Cory Conacher |
| Verteidigung: | Philippe Furrer – JOK Artūrs Kulda            |
| Tor:          | Igor Ustinski                                 |